# F. A. Brabec

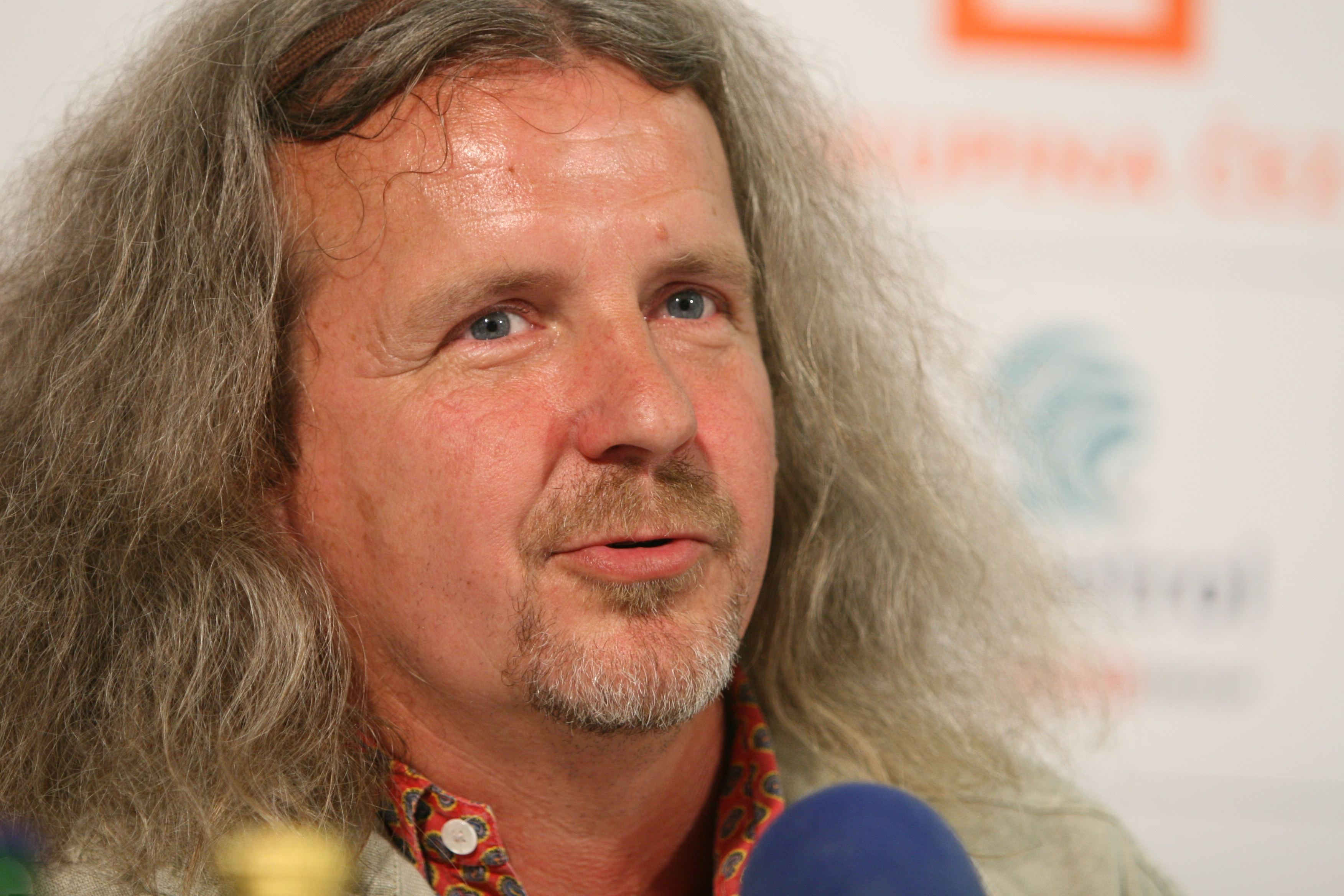
František Antonín Brabec (2008)

František Antonín Brabec (* 30. November 1954 in Prag, Tschechoslowakei) ist ein tschechischer Kameramann, Filmregisseur und Drehbuchautor.

## Biografie
František Antonín Brabec besuchte von 1970 bis 1974 das Gymnázium Jana Nerudy und gewann während dieser Zeit mehrere Fotowettbewerbe. Von 1975 bis 1981 studierte er an der Film- und Fernsehfakultät der Akademie der Musischen Künste. Anschließend arbeitete er von 1982 bis 1992 als Kameraassistent bei den Barrandov Filmstudios. Als Kameramann für einen Langspielfilm debütierte er mit der 1989 erschienenen und von Július Matula inszenierten Filmkomödie Volná noha. Insgesamt war Brabec sechs Mal für den tschechischen Filmpreis Český lev für die Beste Kamera nominiert, wobei er ihn für seine Arbeiten an Die Fahrt (1995), Král Ubu (1997) und Kytice (2001) entgegennehmen durfte. Mit der Literaturverfilmung Kral Ubu debütierte Brabec auch gleichzeitig als Drehbuchautor und Kameramann für einen Langspielfilm.
Brabec ist mit der Kostümbildnerin Jaroslava Pecharová verheiratet.

## Filmografie (Auswahl)
als Kameramann
- 1989: Volná noha
- 1990: Zeit der Diener (Čas sluhů)
- 1994: Akumulátor 1
- 1994: Die Fahrt (Jízda)
- 1997: Král Ubu
- 2000: Kytice
- 2008: Bathory
- 2010: Akte Kajínek (Kajínek)

als Regisseur und Drehbuchautor
- 1996: Král Ubu
- 2000: Kytice
- 2003: Krysař
- 2004: Bolero
- 2008: Máj
- 2011: V peřině